# Брігадратха
Бріхадратха (санскр. बृहद्रथ), також відомий як Махаратха — засновник династії Бріхадратха, найдавнішої панівної династії Маґадги. Відповідно до Махабхарати і Пуран він був найстаршим з п'яти синів Васу, курійського царя Чеді, й цариці Гіріки. Ім'я Бріхадратхи зустрічається у Ріґведі (I.36.18, X.49.6)У нього була донька принцеса Шаширеха. .